# Janina Płoska
Janina Aniela Płoska z domu Betley (ur. 12 lipca 1880 w Janowie Podlaskim, zm. 20 maja 1945 w Trzepowie) – polska malarka, córka Tadeusza Betleya i Marii ze Starzeńskich, żona Eugeniusza Płoskiego, babcia  malarki Barbary Bojanowskiej-Jasionowskiej i poetki Zofii Bojanowskiej-Frydrysiak.

## Życiorys
Wychowywała się w majątku Wygoda koło Janowa Podlaskiego, gdzie jej ojciec Tadeusz Betley pełnił funkcję naczelnego weterynarza stadniny koni. Uczyła się malować pod kierunkiem Feliksa Słupskiego i Czesława Tańskiego. Ukończyła szkołę prywatną szkołę średnią Sikorskiej w Płocku. Przyjaźniła się z Heleną Powierzyną-Rozalską. W 1905 wyszła za mąż za prawnika, działacza katolickiego i wielkiego społecznika Eugeniusza Płoskiego. Mieli czwórkę dzieci:  Janina Maria (1905–1990) żołnierz AK, Hanna Bronisława (1908–1968) – mąż Jacek Bojanowski, Józef Onufry (1912–1987) prawnik, oficer WP oraz Irena Jadwiga (ur. 1922) – mąż Stanisław hr Łoś. Po ślubie zamieszkali w Płocku. Po wojnie i śmierci męża Janina Płoska zamieszkała z córką Hanną Bojanowską w Trzepowie k. Płocka.

## Twórczość
Janina Płoska malowała  w akwareli, posługiwała się również ołówkiem i olejem. Stworzyła wiele pasteli. Uczestniczka 6 kolejnych Wystaw Sztuki Płocczan. Tworzyła na przełomie epok, a w jej dorobku artystycznym zauważyć można wpływy kilku szkół i kierunków artystycznych: historyzmu, naturalizmu, realizmu, a także Młodej Polski oraz secesji. Poruszała modne w tamtym czasie tematy historyczne i religijne. Dobrze odnajdywała się w pejzażach oraz portretach.

### Najważniejsze obrazy
- Widok Płocka (1907)
- winieta z portretem Elizy Orzeszkowej (1907)
- Chrystus złożony do grobu (wraz z Czesławem Tańskim)
- winieta dla Ignacego Paderewskiego (1919)
- Portret Irenki
- Wieśniaczka
- Floksy (akwarela)
- Dama w ogrodzie (olej)
- Dom w Płocku w ogrodzie
- Ostatnia Wieczerza
- Chrystus na krzyżu
- Studium i Mendle[3]

Niestety zdecydowana większość twórczości malarki zarówno z pierwszego okresu twórczości jak i płockiego uległa zniszczeniu podczas powstania warszawskiego.